# Ypsolopha vittella
Ypsolopha vittella (tên tiếng Anh: Elm Autumn Moth) là một loài bướm đêm thuộc họ Ypsolophidae. Nó được tìm thấy ở châu Âu tới Xibia to Nhật Bản. Nơi sinh sống bao gồm các khu vực rừng gỗ.
Sải cánh dài 16–20 mm. Con trưởng thành bay từ tháng 7 đến tháng 8. Có một lứa một năm.
Ấu trùng ăn lá và hoa của loài Ulmus và Fagus.